# Klaus Ulrich Werner

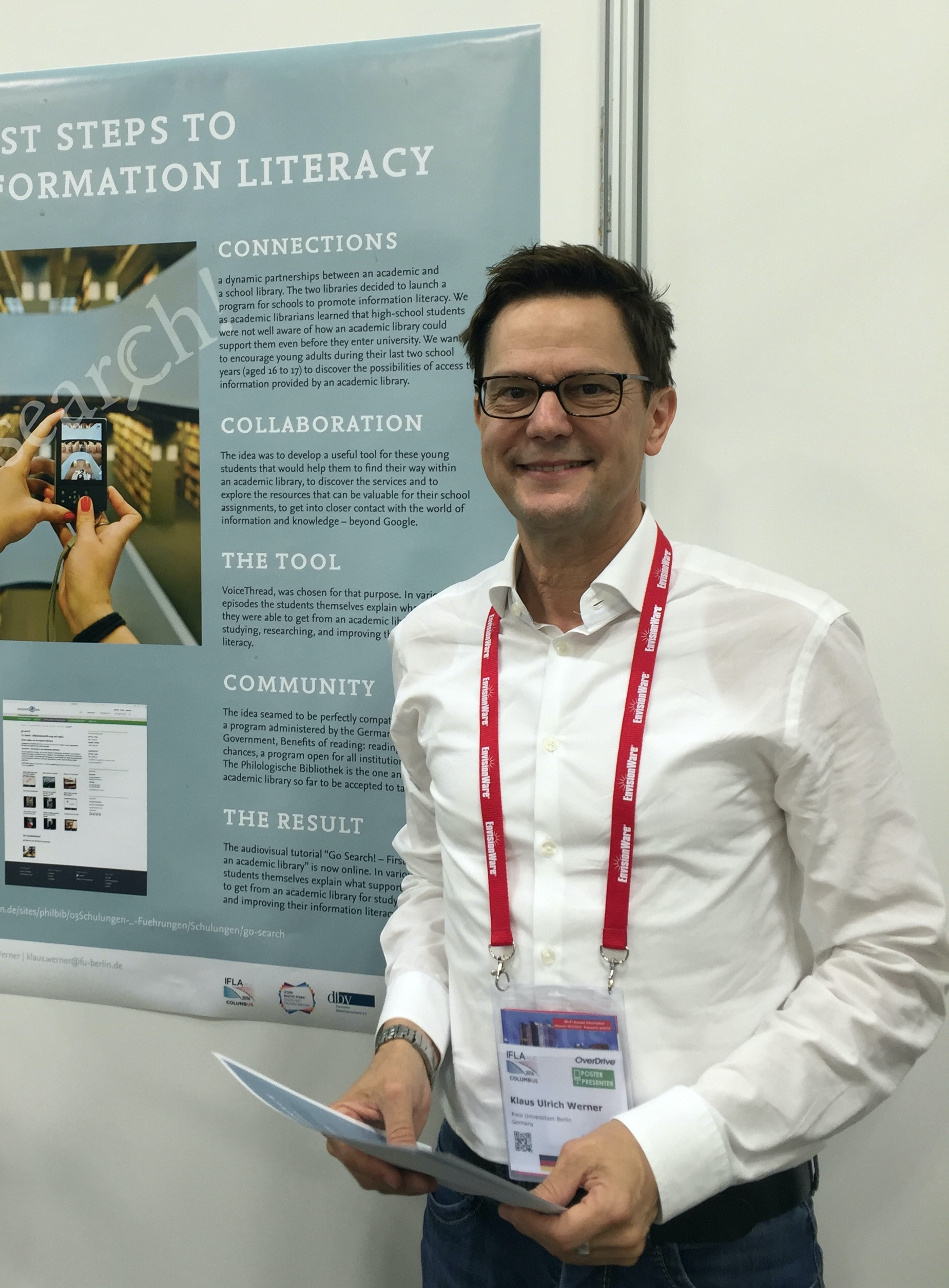
Klaus Ulrich Werner (2016)

Klaus Ulrich Werner (* 19. Juli 1956 in Langenberg, jetzt Velbert) ist ein deutscher Germanist und Bibliothekar. Er war vom 1. Juli 2000 bis 31. Juli 2021 Direktor der Philologischen Bibliothek der Freien Universität Berlin.

## Leben und Wirken
Nach dem Abitur am Integrierten Beruflichen Gymnasium in Lahr/Schwarzwald studierte er Germanistik und Geschichte an der Albert-Ludwigs-Universität in Freiburg im Breisgau und an der Universität Wien mit Abschluss Staatsexamen und wurde 1987 mit einer von Gerhard Kaiser betreuten Dissertation zur deutschen Exilliteratur während der Zeit des Nationalsozialismus an der Universität Freiburg promoviert. Danach absolvierte er ein Bibliotheksreferendariat an der Universitätsbibliothek Freiburg und der FHBD in Köln. Nach einer zweijährigen Tätigkeit als wissenschaftlicher Redakteur und Schriftleiter der Zeitschrift Germanistik, war er von 1991 an in verschiedenen Positionen in Bibliotheken der Freie Universität Berlin tätig, zunächst als Fachreferent für Geschichte und IT-Beauftragter des Bibliotheks- und Informationssystems des Otto-Suhr-Instituts (jetzt: Sozialwissenschaftliche Bibliothek), dann ab 1998 als Leiter der Bibliothek des John-F.-Kennedy-Instituts für Nordamerikastudien. Im Jahr 2000 wurde Klaus Ulrich Werner Gründungsdirektor der 2005 in einem Neubau von Norman Foster eröffneten Philologischen Bibliothek, wo er bis zur Pensionierung 2021 als Bibliotheksdirektor wirkte.
In Interessenverbänden hatte Werner verschiedene Funktionen inne, wie z. B. im Deutschen Kulturrat (Sprecherrat 2015 bis 2021), in der Deutschen Literaturkonferenz (stellv. Sprecher 2015 bis 2021) und im Deutschen Bibliotheksverband (Bundesvorstand 2013 bis 2016).
Mit den Schwerpunkten Bibliotheksbau und Bibliotheksausstattung ist er Mitglied in nationalen und internationalen Fachgremien, u. a. seit 2006 in der Fachgruppe Bibliotheks- und Archivbau im Normenausschuss Information und Dokumentation (NAD) des Deutschen Instituts für Normung (DIN) (Mitarbeit an der DIN 67700 Bau von Bibliotheken und Archiven) und seit 2015 in der Sektion Library Buildings and Equipment der International Federation of Library Associations and Institutions (IFLA).
Werner unterrichtet im Rahmen von Lehraufträgen am Institut für Bibliotheks- und Informationswissenschaft der Humboldt-Universität zu Berlin und am Fachbereich Archiv- und Bibliothekswesen der Hochschule für den öffentlichen Dienst in Bayern Bibliotheksmanagement sowie Bibliotheksbau. Sein bibliothekswissenschaftlicher Arbeitsschwerpunkt gilt der Renaissance der Bibliothek als Raum.
Klaus Ulrich Werner ist verheiratet und lebt in Berlin und im Ruppiner Land.

## Werke (Auswahl)

### Monografien und Herausgeberschaft
- Bibliotheken als Orte kuratorischer Praxis. Hrsg. von Klaus Ulrich Werner. Berlin, Boston: De Gruyter, 2021 (Bibliotheks- und Informationspraxis Bd. 67). ISBN 978-3-11-067358-6.
- Axel Malik – Bibliothek der unlesbaren Zeichen / Library of Unreadable Signs. Hrsg. von Klaus Ulrich Werner. Breitungen: Wolff Verlag, 2018. ISBN 978-3-941461-27-7.
- Schreiben als Ereignis. Künste und Kulturen der Schrift. Hrsg. von Jutta Müller-Tamm, Caroline Schubert und Klaus Ulrich Werner: Paderborn: Fink, 2018 (Zur Genealogie des Schreibens; 23). ISBN 978-3-7705-6355-5.
- Praxishandbuch Bibliotheksbau. Planung, Gestaltung, Betrieb. Hrsg. von Petra Hauke und Klaus Ulrich Werner: Berlin u. a.: De Gruyter Saur, 2016. ISBN 978-3-11-040319-0.
- The Green Library. Designing and managing environmentally sustainable libraries. Ed. by Petra Hauke, Karen Latimer & Klaus Ulrich Werner: Berlin/Boston: de Gruyter Saur, 2013 (IFLA Publication Series ; 161). ISBN 978-3-11-030927-0.
- Bibliotheken heute! Best Practice bei Planung, Bau und Ausstattung. Hrsg. von Petra Hauke & Klaus Ulrich Werner. Bad Honnef: Verlag Bock + Herchen, 2011. ISBN 978-3-88347-274-4.
- Second hand – aber exzellent. Bibliotheken Bauen im Bestand. Hrsg. von Petra Hauke & Klaus Ulrich Werner. Bad Honnef: Verlag Bock + Herchen, 2011. ISBN 978-3-88347-276-8.
- Bibliotheken bauen und ausstatten. Ein Handbuch. Hrsg. von Petra Hauke & Klaus Ulrich Werner. Bad Honnef: Verlag Bock + Herchen, 2009. ISBN 978-3-88347-267-6.
- Exil im Archiv. Das Deutsche Exilarchiv 1933–1945 der Deutschen Bibliothek. Herzberg: Bautz, 1991 (bibliothemata ; 4). ISBN 978-3-88309-019-1.
- Dichter-Exil und Dichter-Roman. Studien zur verdeckten Exilthematik in der deutschen Exilliteratur 1933–1945. Frankfurt, Bern: Lang, 1987 (zugl. Diss. phil. Freiburg i. Brsg. 1987). ISBN 978-3-8204-8685-8.

### Aufsätze
- Lernarchitekturen in Bibliotheken Vom Lesesaal zum Coworking Space. In: Architektur und Lernwelten. Perspektiven für die Gestaltung. Hrsg. von Richard Stang & Marc Kirschbaum, Berlin/Boston: De Gruyter Saur, 2022, S. 160–175. ISBN 978-3-11-073764-6.
- Baulich-gestalterische Anforderungen an das akademische Lesen in Bibliotheken. In: Akademisches Lesen. Medien, Praktiken, Bibliotheken, Hrsg. von Stefan Alker-Windbichler, Axel Kuhn, Benedikt Lodes & Günther Stocker, Göttingen: V&R Unipress, Vienna University Press, 2022, S. 309–324. ISBN 978-3-8471-1397-3.
- Fabio Barilari – ein bibliotheksreisender Architekt. In: Strategien für die Bibliothek als Ort. Hrsg. von Konrad Umlauf, Andrea Kaufmann & Klaus Ulrich Werner, Berlin u. a.: De Gruyter Saur, 2016. ISBN 978-3-11-047843-3.
- Bauen im Dialog: Das Zusammenspiel von Architekt und Bibliothekar. In: Entwurfsatlas Bibliotheken. Hrsg. von Nolan Lushington u. a., Basel: Birkhäuser 2016, S. 62–67. ISBN 978-3-0346-0571-7.
- Das Rauminformationssystem v:scout in der Philologischen Bibliothek der Freien Universität Berlin. In: Praxishandbuch Digitale Bibliotheksdienstleistungen. Strategie und Technik der Markenkommunikation. Hrsg. von Frauke Schade unter Mitw. von Johannes Neuer, Berlin u. a.: De Gruyter Saur, 2016, S. 378–384. ISBN 978-3-11-034648-0.
- Bibliothek als Ort. In: Praxishandbuch Bibliotheksmanagement. Hrsg. von Rolf Griebel u. a., Bd. 1, Berlin u. a.: De Gruyter Saur, 2015, S. 95–107. ISBN 978-3-11-030315-5.
- The „Berlin Brain“. Evaluating an architectural masterpiece of 2005 based on a library concept from the last millennium. In: Post-occupancy evaluation of library buildings. Ed. by Karen Latimer & Dorothea Sommer, Berlin ua.: De Gruyter Saur 2015 (IFLA Publications 169), S. 147–160. ISBN 978-3-11-037542-8.
- „Dear Architect, …“ – A Librarians View. [Vom Engl. übersetzt in Chinesisch von Jin Shang] In: European Libraries Now. WA World Architecture 273 (03/2013), Beijing: Tsinghua University. S. 18–19.